# Małe Brodno
Małe Brodno (kaszb. Jezoro Môłé Brodno) – jezioro na Pojezierzu Kaszubskim w powiecie kartuskim (województwo pomorskie). Małe Brodno położone jest na obszarze Kaszubskiego Parku Krajobrazowego i stanowi część szlaku wodnego „Kółko Raduńskie”. Wzdłuż wschodniej linii brzegowej jeziora przebiega Droga Kaszubska, a samo jezioro łączy się poprzez wąskie przesmyki z jeziorami Wielkim Brodnem i Kłodnem. Przez rynnę morenową jeziora przepływa Radunia. Prowadzi tędy również turystyczny  Szlak Kaszubski.
Ogólna powierzchnia: 71 ha, długość: 2,3 km, szerokość: 0,5 km, maksymalna głębokość: 7 m.